# Гамильтон-Лесли, Джон, 9-й граф Роутс
Джон Гамильтон-Лесли, 9-й граф Роутс (англ. John Hamilton-Leslie, 9th Earl of Rothes; 1679 — 9 мая 1722) — шотландский дворянин, сражавшийся на стороне Георга I во время восстания якобитов в 1715 году.

## Биография
Джон Гамильтон-Лесли родился в 1679 году. Старший сын Чарльза Гамильтона, 5-го графа Хаддингтона (1650—1685), и Маргарет Лесли, 8-й графини Роутс (до 1660—1700).
20 августа 1700 года после смерти свой матери Джон Гамильтон-Лесли унаследовал титулы 9-го графа Роутса и 9-го лорда Лесли. Его младший брат — Томас Гамильтон (1680—1735), стал 6-м графом Хаддингтона.
В 1704 году Гамильтон-Лесли был назначен лордом-хранителем Малой печати Шотландии. В 1707 году, после принятия Актов об унии английским и шотландским парламентами, Гамильтон-Лесли был назначен одним из 16 шотландских пэров-представителей, заседавших в английской Палате лордов. Он занимал этот пост в 1708—1710, 1715—1722 годах. В 1714 году Георг I назначил Гамильтона-Лесли вице-адмиралом Шотландии.
В восстании якобитов 1715 года Гамильтон-Лесли сражался за Георга I в Шотландии против претендента Джеймса Фрэнсиса Эдварда Стюарта. В стычке при Кинроссе Гамильтон-Лесли возглавил отряд шотландских серых, которые разбили якобитов и взяли в плен сэра Томаса Брюса. В битве при Шерифмуире он возглавил группу добровольцев. Гамильтон-Лесли собрал отряд ополчения в Файфе, который он повел против сил Роба Роя Макгрегора в Фолкленде, Файф. Гамильтон-Лесли превратил свой собственный дом в гарнизон.
В 1716 году, после поражения якобитов, Георг I назначил Гамильтона-Лесли губернатором замка Стерлинг, чтобы компенсировать ему потери имущества во время мятежа. Гамильтон-Лесли занимал эту должность до 1722 года. Он также был назначен камергером Файфа и Стратерна.
Джон Гамильтон-Лесли умер 9 мая 1722 года в Лесли-хаусе.

## Личная жизнь
29 апреля 1697 года Гамильтон-Лесли женился на леди Джин Хэй (? — 9 сентября 1731), дочери Джона Хэя, 2-го маркиза Твиддейла (1645—1713), и леди Мэри Мейтленд (1645—1702). У пары было восемь сыновей и четыре дочери.
- Джон Лесли, 10-й граф Роутс (1698 — 10 декабря 1767), старший сын и преемник отца.
- Полковник Достопочтенный Чарльз Лесли (? — 16 августа 1769)
- Капитан Достопочтенный Томас Лесли (? — 17 марта 1772)
- Достопочтенный Джеймс Лесли (? — 24 сентября 1761)
- Достопочтенный Дэвид Лесли (род. 26 сентября 1705, умер молодым)
- Майор Достопочтенный Уильям Лесли (? — 29 января 1764)
- Достопочтенный Фрэнсис Лесли (род. 20 июня 1709)
- Достопочтенный Эндрю Лесли (4 августа 1712 — 27 августа 1776)
- Леди Джейн Лесли (24 июня 1707 — 18 марта 1771)
- Леди Мэри Лесли (умерла в младенчестве)
- Леди Маргарет Лесли (5 ноября 1710 — 23 февраля 1767)
- Леди Энн Лесли (9 сентября 1714 — в молодом возрасте).